# Beaconsfield, Québec
Beaconsfield är en stad (kommun av typen ville) i den kanadensiska provinsen Québec. Den ligger i regionen Montréal, i den sydöstra delen av landet, 140 km öster om huvudstaden Ottawa. Antalet invånare var 19 277 vid folkräkningen 2021.
Kommunen är officiellt tvåspråkig (franska och engelska), med 55 % engelsktalande och 26 % fransktalande (modersmålstalare) vid folkräkningen 2021.